# Japanse Maanverkenningsprogramma
Het Japanse Maanverkenningsprogramma (Japans: 月探査計画, geromaniseerd: tsuki tansa keikaku) is een programma van robot- en bemande missies naar de Maan, uitgevoerd door de Japanse ruimtevaartorganisatie JAXA en haar divisie  Institute of Space and Astronautical Science (ISAS). Het is ook een van de drie grote objectieven van het JAXA Space Exploration Center (JSPEC). Het hoofddoel van het programma is “het verduidelijken van de oorsprong en evolutie van de maan en het benutten van de maan in de toekomst”.
Het eerste ruimtevaartuig van het programma, de onbemande maan-orbiter SELENE (Kaguya), werd op 14 september 2007 gelanceerd vanaf het Tanegashima Space Center, na verschillende keren vertraging te hebben opgelopen. SELENE-2, de eerste maanlander en rover van Japan, zou naar verwachting in de jaren 2020 gelanceerd worden, maar de missie werd in maart 2015 geannuleerd.  Het programma omvatte ook een terugkeermissie naar de maan (SELENE-3) en een geavanceerde lander voor toekomstige menselijke missies naar de maan. Het uiteindelijke doel is om deel te nemen aan een internationaal programma voor een maanbasis, waarbij Japanse bemanningen voor langere tijd op het maanoppervlak zouden verblijven en wetenschappelijk onderzoek en het gebruik van de omgeving zouden bevorderen.

## Missies
| missie            | lanceerdatum       | doel                                        | launch vehicle | Status              | opmerking |
| ----------------- | ------------------ | ------------------------------------------- | -------------- | ------------------- | --- |
| Hiten (MUSES-A)   | 24 januari 1990    | technologiedemonstatie                      |                | succes              | |
| Lunar-A           | initieel plan 1997 | seismologisch onderzoek                     |                | geannuleerd         | |
| SELENE            | 14 september 2007  | Maanobservatie en meten zwaartekrachtvelden | H-IIA          | succes              | Naast de hoofdsatelliet vlogen twee 50kg zware minisatellieten mee |
| OMOTENASHI        | 16 november 2022   | test low-cost landing                       | SLS            | mislukt             | 6U CubeSat meegelift met Artemis 1 |
| EQUULEUS          | 16 november 2022   | meeting plasmasfeer rond de aarde           | SLS            | aktief              | 6U CubeSat meegelift met Artemis 1 |
| Hakuto-R-missie 1 | 11 december 2022   | technologiedemonstatie                      | Falcon 9       | mislukt             | private lander van ispace. Contact verloren bij landing |
| SLIM              | 6 augustus 2023    | technologiedemonstatie precisielanding      | H-IIA          | aktief              | |
| YAOKI             | 26 februari 2025   | tweewielige rover                           | Falcon 9       | landing mislukt     | ontwikkeld door het private Japanse ruimtevaartbedrijf Daimon. maakte deel uit van de IM-2 missie van Intuitive Machines. Indien succesvol was het de bedoeling 100 rovers naar water te laten zoeken. |
| Hakuto-R-missie 2 | 26 februari 2025   | lander+microrover                           |                | op weg naar de maan | |
| SELENE-2          | na 2025            | onbemande lander + rover                    | H-IIA          | geannuleerd         | |
| LUPEX             | na 2025            | onbemande lander + rover op de zuidpool     | H-III          |                     | in samenwerking met ISRO |
| Artemis           | 2028               | Japans astronaut op de maan                 |                | gepland             | binnen het Artemisprogramma |
| Lunar Cruiser     | 2029               | bemande rover onder druk                    |                | gepland             | ter ondersteuning van het Artemisprogramma |
| Artemis           | 2032               | Japans astronaut op de maan                 |                | gepland             | binnen het Artemisprogramma |